# 濕婆隕石坑
濕婆隕石坑（Shiva crater）是位於印度洋洋底的一個大型地質構造，位置在印度孟買之西。由古生物學家薩克·查特吉（Sankar Chatterjee）以印度教中的破壞與再造之神濕婆命名。
濕婆隕石坑大約在6,500萬年前形成，與世上其他數個大型撞擊坑大致同期，可能與白堊紀-第三紀滅絕事件有關。該構造長約600公里，寬約400公里，撞擊坑的外觀因板塊運動的影響而顯得不完整。據撞擊坑的規模來推斷，造成撞擊坑的小行星或彗星的直徑可能達40公里。
在白堊紀-第三紀滅絕事件發生時，印度大陸的位置約在印度洋上的留尼旺熱點，大量高熱的岩漿從地幔湧出，大片的玄武岩熔岩流覆蓋陸地，形成後來的德干高原。因此，鄰近的濕婆隕石坑構造也有可能並非是星體撞擊的產物，而是超大規模火山活動的遺跡。
濕婆隕石坑的肇因仍在爭論中。若濕婆坑確實是隕石撞擊遺跡，則尚有多重撞擊假說的疑慮待釐清。

## 地質型態
與已知的隕石坑不同，濕婆隕石坑的外型呈淚滴狀，長約600公里，寬約400公里，盆地邊緣成銳利的凹陷，與一般隕石坑的碗狀亦有所差異。Chatterjee認為這種特殊的結構可能是低角度撞擊，加上地層中的斷層陷落而造成的。
也有其他學者認為撞擊會使大量地殼物質飛出大氣層，這些石塊碎屑產生的二次撞擊也可能完全破壞撞擊坑原本的形狀。與其他規模同樣大的撞擊坑類似，濕婆隕石坑周圍有多重的環狀構造，中心有丘狀隆起，高度甚至超過珠穆朗瑪峰的海拔。
撞擊坑的年代與德干高原的噴發年代相近，但撞擊坑的岩石採樣中含有大量銥、鹼基的溶化岩石、衝擊石英與嵌有銥金屬的鐵質氧化物，這種岩石說明了撞擊事件可能就是濕婆隕石坑的形成原因。此外，K-T界線高含量銥的沉積物在印度大陸的厚度高達1公尺，如此厚的沉積表示在白堊紀與第三紀期間曾有大規模撞擊事件在印度大陸附近發生。

## 濕婆隕石坑與大規模滅絕
濕婆隕石坑，與其他數個隕石坑，如希克蘇魯伯等的發現，因各撞擊坑的年代十分接近，進而衍生出多重撞擊的假說。在白堊紀與第三紀的邊界，可能陸續發生了多起隕石撞擊的事件，這一連串的撞擊事件導致包括恐龍在內的各種生物在短期內瞬間滅絕。大部分的研究都認為希克蘇魯伯的撞擊是K-T滅絕的主因，但也有人認為希克蘇魯伯撞擊事件還稍早於K-T滅絕，其後的濕婆隕石坑才是大滅絕的關鍵。
儘管Chatterjee認為濕婆隕石坑與其他撞擊坑同屬一個多重撞擊事件，並為K-T滅絕的主因，其他科學家對於多重撞擊、多重撞擊造成大滅絕，甚至濕婆隕石坑本身是撞擊坑的說法，都還持有疑慮。例如，在近期的《自然》期刊中便有文章認為在英國外海的銀坑隕石坑實質上是地層的陷落構造而非撞擊坑
。

## 資料來源
1. ↑  Agrawal, P., Pandey, O. . Journal of Geodynamics. November 2000, 30 (4): 439–459. doi:10.1016/S0264-3707(00)00002-8. （原始内容存档于2008-05-07）.
2. ↑  Chatterjee, Sankar. . 30th International Geological Congress. August 1997, 26: 31–54  [2008-02-22]. （原始内容存档于2014-04-23）.
3. 1 2 3 4  Teters, Thomas J. . Starmon.com. 2005-07-28  [2008-01-23]. （原始内容存档于2008-12-05）.
4. ↑  Chatterjee, Sankar. . Special Publications, Museum Texas Tech University. 2002: 5–6.
5. ↑  Melosh, H. J. . New York: Oxford University Press. 1989.
6. ↑  Chatterjee, Sankar. . Special Publications, Museum Texas Tech University. 2002: 20.
7. ↑  Bhandari, N.;  et al. . Geological Society of America Special Paper. 2002, (356): 201–211.
8. ↑  SpringerLink - Journal Article[永久]
9. ↑  .   [2010-02-05]. （原始内容存档于2010-06-16）.
10. ↑  Davis, John W. . Texas Tech University. 2006-11-15  [2008-02-12]. （原始内容存档于2008-02-11）.
11. ↑  Dinosaur theory now extinct?; Asteroid didn't destroy species, researchers find Mexican crater older than first believed; [ONT Edition]
Toronto Star. Toronto, Ont.: Mar 2, 2004. pg. A.02
12. 1 2  Mullen, Leslie. . Spacedaily.com. 2004-11-02  [2008-02-20]. （原始内容存档于2020-04-22）. - original article at source 的存檔，存档日期2009-02-01.

## 外部連結
- The Shiva Crater: Implications for Deccan Volcanism, India-seychelles Rifting, Dinosaur Extinction, and Petroleum Entrapment at the Kt Boundary （页面存档备份，存于） by Chatterjee, Sankar; Guven, Necip; Yoshinobu, Aaaron; and Donofrio, Richard;  Paper No. 60-8, 2003 Seattle Annual Meeting of Geological Society of America (November 2–5, 2003).
- Deep Impact - Shiva: Another K-T Impact? （页面存档备份，存于） by Leslie Mullen for Astrobiology Magazine (Nov. 2004).

18°40′N 70°14′E / 18.667°N 70.233°E